# Liga ASOBAL de 1996–97
A Liga ASOBAL de 1996–97 foi a sétima edição da Liga ASOBAL como primeira divisão do handebol espanhol. Com 16 equipes participantes o campeão foi o FC Barcelona Handbol.